# Accès primaire RNIS
| Couche                | Protocoles Canal D                  | Protocoles Canal D                  | Protocoles Canal D                  | Protocoles Canal B                  | Protocoles Canal B                  | Protocoles Canal B                  |                                     |
| --------------------- | ----------------------------------- | ----------------------------------- | ----------------------------------- | ----------------------------------- | ----------------------------------- | ----------------------------------- | ----------------------------------- |
|                       | Signalisation                       | Paquet                              | Télémétrie                          | Commut. circuit                     | Semi permanent                      | Commut. paquet                      |                                     |
| Application           | Utilisateurs                        |                                     |                                     |                                     |                                     |                                     |                                     |
| Présentation          | Utilisateurs                        |                                     |                                     |                                     |                                     |                                     |                                     |
| Session               | Utilisateurs                        |                                     |                                     |                                     |                                     |                                     |                                     |
| Transport             | Utilisateurs                        |                                     |                                     |                                     |                                     |                                     |                                     |
| Réseau                | Q.931                               | X.25.3                              | IP*                                 | X.25.3                              |                                     |                                     |                                     |
| Liaison               | Q.921 LAP-D                         | Q.921 LAP-D                         | Q.921 LAP-D                         | HDLC* PPP*                          | LAP-B                               |                                     |                                     |
| Physique              | Accès de base I.430, primaire I.431 | Accès de base I.430, primaire I.431 | Accès de base I.430, primaire I.431 | Accès de base I.430, primaire I.431 | Accès de base I.430, primaire I.431 | Accès de base I.430, primaire I.431 | Accès de base I.430, primaire I.431 |
| * Protocoles non RNIS |                                     |                                     |                                     |                                     |                                     |                                     |                                     |

L'accès primaire RNIS (aussi appelé accès primaire, accès PRI, interface à débit primaire ou interface S2 ; en anglais, Primary Rate Interface ou PRI) est une interface d'accès à un réseau RNIS.
Cette interface est également nommée T1 (T-carrier line) en Amérique du Nord et E1 en Europe.
Il comprend 30 canaux B à 64 kbit/s, un canal D à 64 kbit/s et un canal de synchronisation, soit, en Europe : 30B+D. Aux États-Unis et au Japon la définition est différente : 23B+D. Seule l'historique diffère et la protection des marchés explique les différences de définition entre l'Europe, les États-Unis et le Japon. Cet accès est l'équivalent RNIS des liaisons T1 et E1 à respectivement 1,544 Mbit/s et 2,048 Mbit/s. 